# ریسندگی

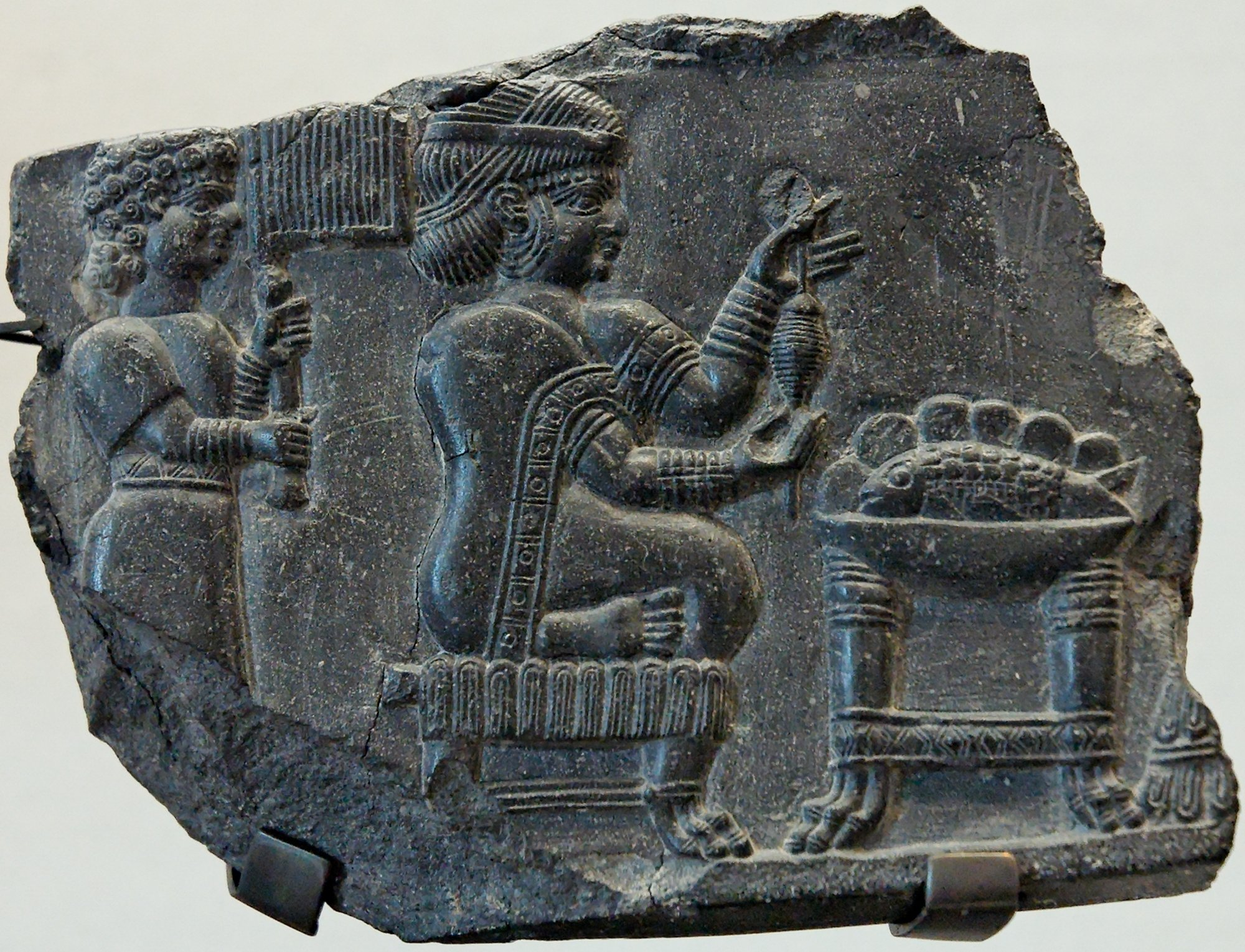
ریسندگی دستی در سنگ‌نگاره زن عیلامی و ندیمه

ریسندگی تکنیکی پیچ در پیچ برای تشکیل نخ از الیاف است. الیاف مورد نظر کشیده شده، پیچ خورده و روی یک ماسوره پیچیده می‌شود. نوعی ریسندگی مکانیکی در اواخر دههٔ ۱۷۰۰ اختراع شد و به یکی از مهم‌ترین صنایع انقلاب صنعتی تبدیل شد.

## تاریخچه
کشت پنبه و دانش ریسندگی و بافندگی آن در منطقهٔ مرواه در حدود قرن چهارم قبل از میلاد به سطح بالایی رسید. صادرات منسوجات یکی از منابع ثروت مرواه بود.
در ابتدا ریسندگی به‌صورت دستی و با استفاده از ابزاری به نام دوک چرخان (spindle whorl) انجام می‌شد. اما از حدود قرن ششم میلادی، چرخ ریسندگی به ابزار غالب ریسندگی در سراسر آسیا و اروپا تبدیل شد.
در اواخر قرن هجدهم، اختراع دستگاه‌های چرخ نخ‌ریسی جنی (Spinning Jenny) و چرخ نخ‌ریسی میول (Spinning Mule)، ریسندگی مکانیکی را بسیار کارآمدتر از روش دستی ساخت و به‌ویژه باعث شد که تولید پنبه به یکی از صنایع کلیدی انقلاب صنعتی بدل شود.